# Förenade förorter
Förenade förorter är en svensk ideell förening, bildad 2015. Föreningen arrangerade åren 2015–2018 poesitävlingen Ortens bästa poet.
Föreningen tilldelades Bernspriset år 2018.

## Ortens bästa poet

### Vinnare
- 2015 – Simon Matiwos[3]
- 2016 – Liban Abdule[4]
- 2017 – Jami Faltin[5]
- 2018 – Farhiya Feysal[6]